# Aetheolirion stenolobium
Aetheolirion es un género monotípico de plantas con flores de la familia Commelinaceae. Su única especie es Aetheolirion stenolobium Forman, perteneciente a la familia Commelinaceae. Es originaria de Tailandia.

## Taxonomía
Aetheolirion stenolobium fue descrita por Lewis Leonard Forman y publicado en Kew Bulletin 16: 209. 1962.